# 附海镇
附海镇，是中华人民共和国浙江省宁波市慈溪市下辖的一个乡镇级行政单位，辖区面积21.2平方公里:188。

## 历史
清时属慈溪县鸣鹤乡，民国初属永乂乡，后属观城镇，民国二十一年（1932年）属五区，民国二十四年（1935年）设坿海乡，民国二十九年（1940年）改属观城区，民国三十六年（1947年）与东山乡合并为东海乡，1950年6月改为坿海乡、东海乡、东山乡、山前乡，1956年2月坿海乡、东海乡、山前乡合并为山海乡，1957年1月属观城区，1958年9月改为五洞闸人民公社二大队、四大队，1959年2月改为五洞闸人民公社坿海管理区、东海管理区，1961年11月改为坿海公社、东海公社，属观城区，1983年9月公社改为乡，1991年11月坿海乡改为附海镇，1992年5月东海乡并入附海镇:188。

## 行政区划
附海镇下辖以下地区：
附海社区、四界村、东海村、东港村、花木村、花塘村、南圆村和海晏庙村。